# Miguel Laureiro Barrios

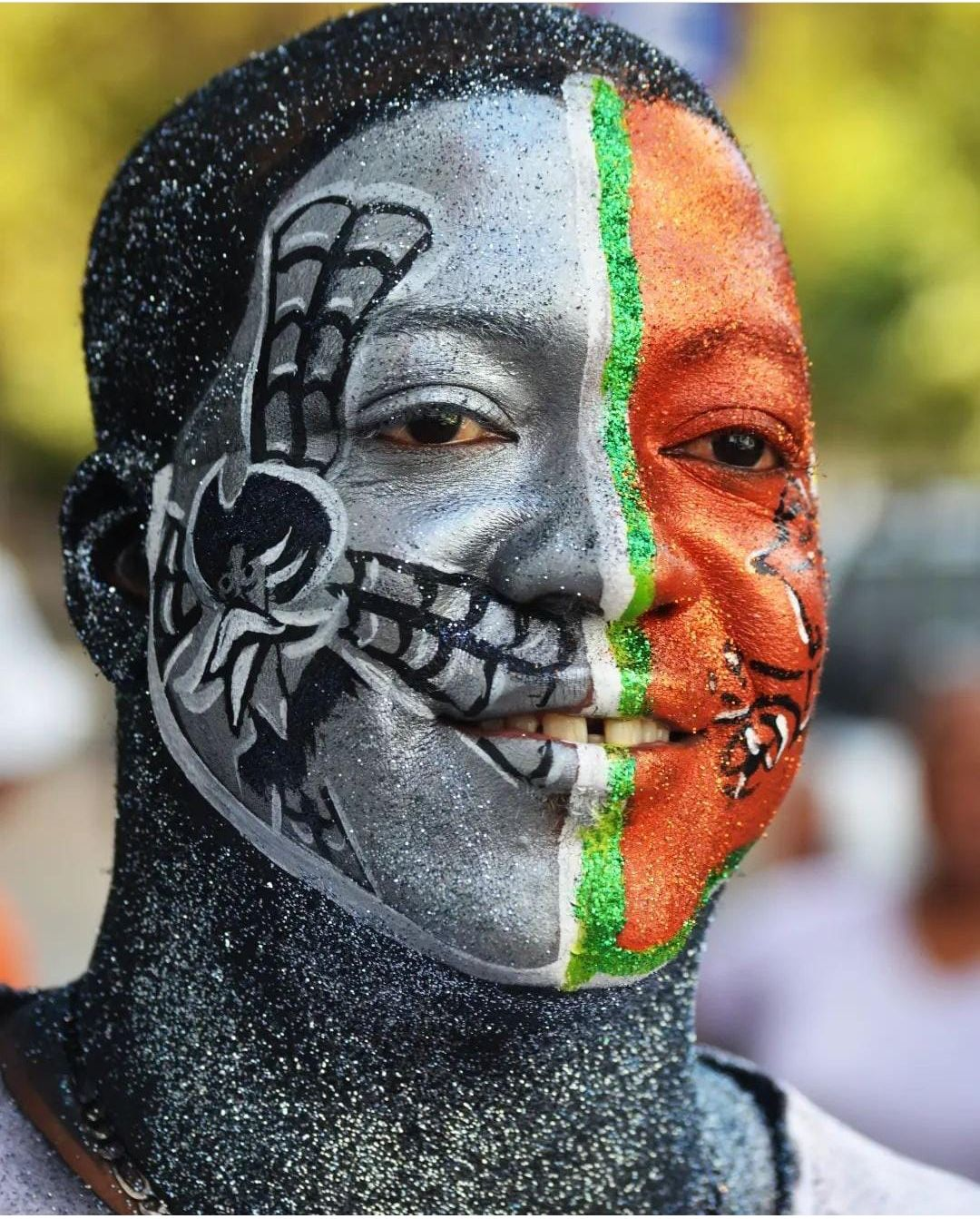
Miguel Laureiro Barrios.

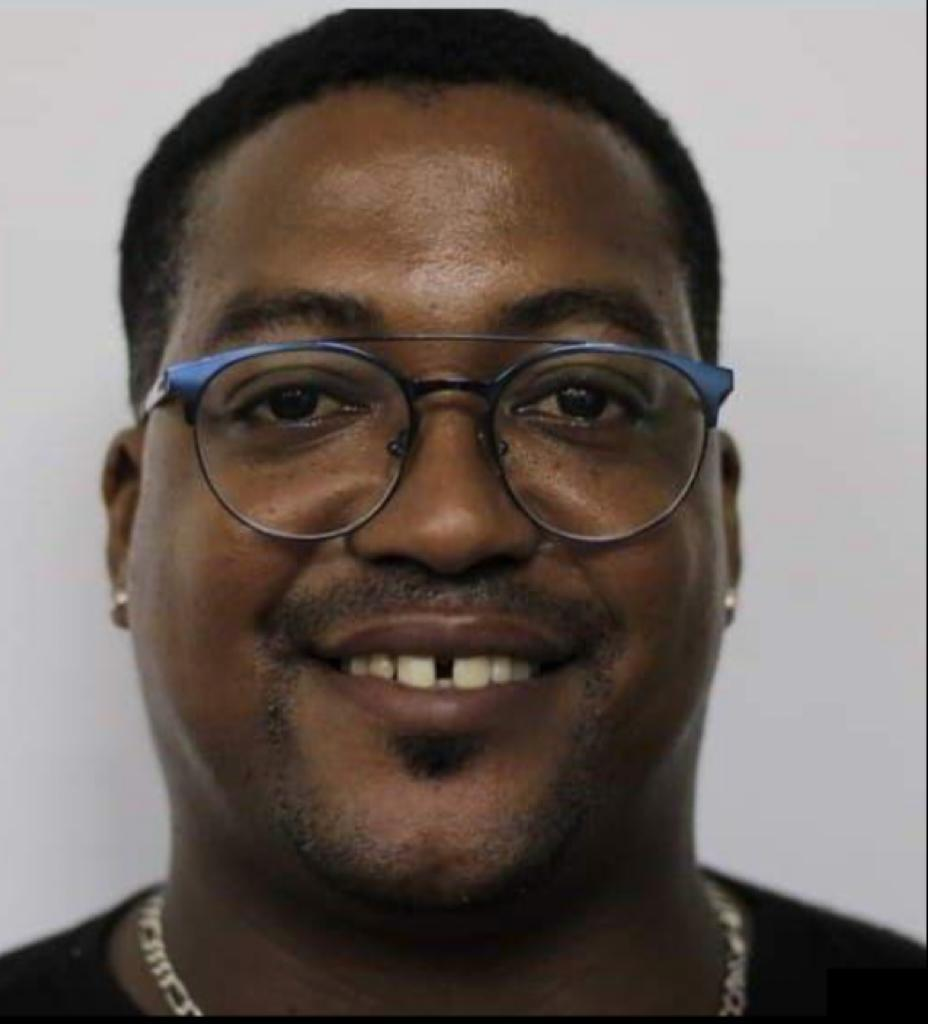

Miguel Laureiro Barrios (nacido el 31 de julio de 1985 en Montevideo, Uruguay) es un compositor, letrista y músico percusionista especializado en Candombe.

## Reseña biográfica
Miguel empezó a tocar a los 4 años el tambor chico en la comparsa Sarabanda en el año 1989, en Cordón (Montevideo). Posteriormente participó en comparsas como Mi Morena, Biafra, Senegal, Ruanda... En el año 2005 formó su propia comparsa llamada Kachikaracutá hasta el añó 2014,siguió por Serenata Africana, Yambo Kenia, Tamborilearte, Tronar de Tambores y C 1080, en su mayoría integró la cuerda acompañante y fue su jefe de cuerda.
```
Además entre 2014 y 2017 fue integrante de la banda de 
candombe
 Trabajo de Hormiga.
```

## Giras
- Estados Unidos,New Jersey,boston,elizabethy miami-Orquesta Bola 8,(Hip Hop,Pop y candombe)

- México, Monterrey - Encuentro de Cultura mundiales,FORUM.

- Brasil, Río de Janeiro - Intercambio Cultural.

- Paraguay, Asunción - Yambo Kenia,shows para las autoridades paraguayas y uruguayas .

- Argentina, Lanus - Talleres de candombe y encuentro con ¨Los Molembos¨, Banda candombera local en BS.AS.

## Discos en los que participó
- Al Palo (Sondor)
- 50 Llamadas (Montevideo Music Gro)
- El Disco Tambor (sondor)
- Salsa Oriental (independiente)
- Orquesta Subtropical (Ayui)
- La Ciudadana Candombe (independiente)
- Sobreviviré Candombeando (Fonam)
- 100 Años de Identidad (Independiente)
- Lejos del Éxito (sondor)
- Fucu Shi (Maxi Clericci)
- Montevideo (Independiente)
- De Amor y Guerra (Independiente)
- La Penúltima (Cucú Rapé)
- Intención Natural(Maxi Clericci)
- Otro Lado(Maxi Clericci)
- Tribu de Rosa luna 35 años (Independiente)

## Formación
2000 - Intercambio rítmico percusionista senegalés. Profesor Sheeijj.
2001 - Curso de percusión cubana. Profesor Fabricio Reis
2019 - Curso de percusión y solfeo EMVA (aprobado)
2021- Clases de piano con el profesor Juan Steiner.
2022 - clases de piano con la profesora Florencia Santa Cruz

## Docencia
1998 - Talleres en Casa de la Cultura del Prado.
1999-2007 - Talleres en Tamborilearte.
2003-presente - Talleres de candombe en academia particular y clínicas en diferentes lugares de Uruguay.
2015-presente - Talleres de candombe en Casa de la Cultura Afrouruguaya.
2017-2018 - Profesor en: Liceo 3 Dámaso Antonio Larrañaga
2017-2018 - Profesor en Liceo Pinar 2
2017-2018 - Proyecto del MEC en convenio con la Casa Cultural Afro. Dirección de Educación: Inserción al candombe incentivando a los niños a continuar sus estudios liceales

## Distinciones
2017-Yambo Kenia 
- Segundo premio en las Llamadas .
- primer premio de Teatro de Verano. “Ramón Collazo”.

2018-Tronar de Tambores
- Noveno lugar en las Llamadas.
- Mejor cuerda de las Llamadas.
- Mejor cuerda de tambores del carnaval Teatro de verano  “Ramón Collazo”.

2019-Tronar de Tambores 
- Primer premio en Llamadas
- Mejor cuerda de las Llamadas
- Primer premio de carnaval Teatro de Verano . “Ramón Collazo”
- Mejor cuerda de tambores del carnaval.

2020-Tronar de Tambores
- Lugar 17 en las Llamadas.
- Primer premio de carnaval Teatro de Verano  “Ramón Collazo”.
- Mejor cuerda de tambores del carnaval.

2022- Cuareim 1080
- Segundo premio en el Desfile Inaugural .
- Tercer premio en las Llamadas .
- Primer premio de carnaval Teatro de verano.
- Mejor cuerda de tambores del carnaval Teatro de Verano ¨Ramón Collazo¨
- Mención Especial al mejor cuadro Afro´desalojo´Composición Musical, Miguel Laureiro y Juan Steiner.

2023-Cuareim 1080
- Primer premio de carnaval Teatro de Verano ¨Ramón Collazo¨
- Segundo premio en el desfile inaugural
- Puesto 5 en las llamadas.
- Mención Especial al mejor cuadro Afro¨Madraza¨Compsición Musical, Miguel Laureiro y Juan Steiner.

2024-La Malunga 
Participó como Director Artístico y Jefe de cuerda.
Puesta en escena compartida con el Sr.Pablo Benthencourt.
Título del espectáculo ¨Fuego y Fogata¨.
La temática del espectáculo se realizó con base en homenajes a la gente del barrio Cordon,
entre los homenajeados aparacen, El Sr.Bienvenido Martínez¨Juan Velorio¨, Rodolfo Rodríguez ¨El Pelado¨y Hugo Fattoruso.
En la propuesta artística se aborda el tema sobre los años 60 ,dictadura ,desalojos,discriminación social y étnica.
¨NO MAS DICTADURA EN EL MUNDO¨.
2025-Integración
- Desfile inaugural 5 lugar.
- Ganó la mejor cuerda de tambores en las llamadas oficiales 2025 de isla de flores.

- Compartió escenario Y ESPERENCIAS UNICAS con:Los amigos y hermanos de la vida, Wilson Rodríguez, Jorge Drexler Ruben Rada, Jorge Nasser, Jorge Schellamberg, Eduardo Da Lúz, Gustavo Balta, Néstor Silva, Horacio Silva, Tabaré Cardozo, Heber Piríz, Hugo Fattoruso, Juan steiner,Claudio Martinez,Hugo Cheche santos,Noe Nuñez,Ángela Alvez, Eduardo Yaguno, Alejandro Luzardo , Aníbal González, Julio Sosa Kanela. Heber Piriz, Dario Piriz,Elbio Olivera, Pedrito Ferreira,Lobo Nuñez,Jonatan Suarez,

```
Julio González¨Gonzalito¨,Yessy Lopez,Mathías Silva,Wellington Silva, Guillermo Díaz,Ismael Invernizzi, Leo Méndez, Jhonny Neves, Florencia Santa Cruz, Martin Angiolini, Alberto¨Coco¨Rivero, Martin Bauer,Manuel Silva, Maximiliano Clerici, Nicolás Arnicho, Martin Irbaburu.

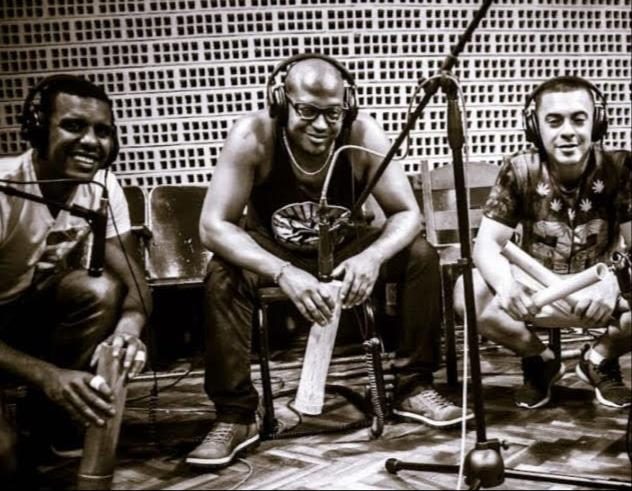

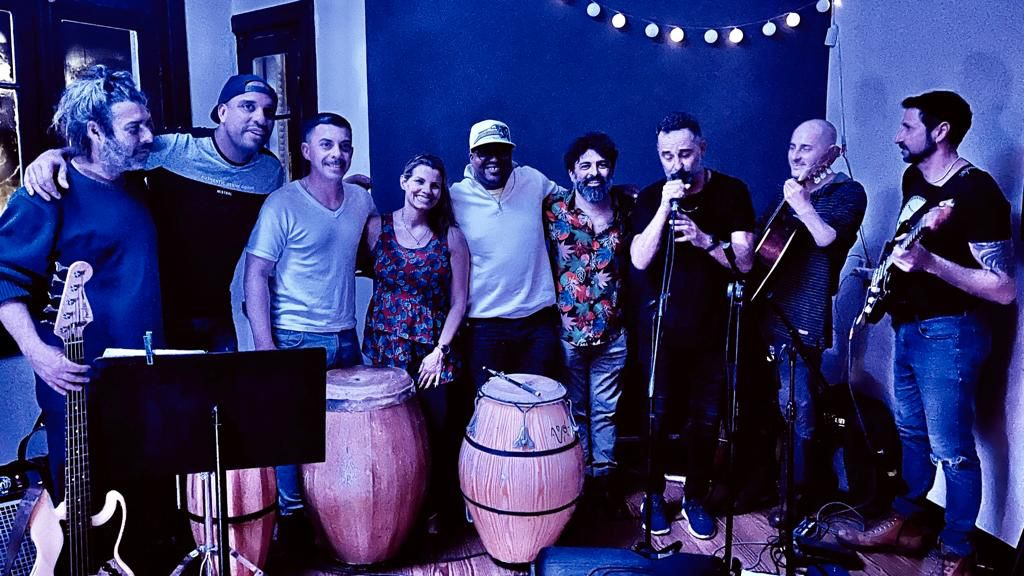
Tridente Candombero.

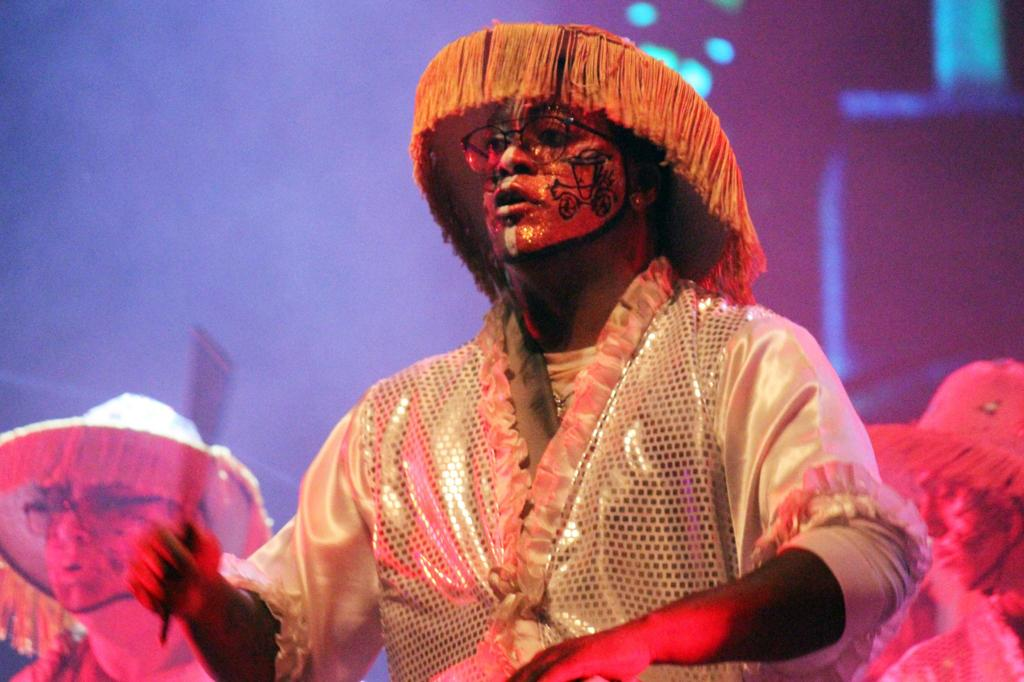
Miguel Laureiro Barrios.

```